# Aclis conula
Aclis conula är en snäckart som beskrevs av Dall 1927. Aclis conula ingår i släktet Aclis och familjen Aclididae. Inga underarter finns listade i Catalogue of Life.